# Liemang
Liemang (liement) är en form av förberedande anfall inom fäktning, där man fångar upp motståndarens klinga och för den åt sidan, antingen i höjd eller sidled.